# Мерцедес-Бенц Конекто
Mercedes-Benz Conecto e градски, крайградски и училищен автобус, произвеждан от компания Mercedes-Benz. Произвеждат се следните модификации градски соло модел C, съчленен модел G, крайградски (U и H) и училищен (E и ME).
В допълнение към основния завод в Манхайм, автобуси от серията Conecto се произвеждат в Турция, във фабриките Mercedes-Benz Търк, Истанбул и Hoshdere.
През 2002 г. моделът претърпява промени в дизайна.
През 2007 година междуградската модификация Conecto Ü е заменена от новия модел Intouro, а на базата на градската версия Conecto H е създаден нов модел при запазване на оригиналното име, който по-скоро е опростена версия на Mercedes Citaro.
Mercedes-Benz Conecto има доста широко разпространение в Източна Европа. Във Франция е широко използвана училищната модификация, наравно с модели като Irisbus Recreo. Първоначално този модел автобус не е предвиден за италианския пазар, но се използва крайградската версия на модела.

## Модификации
Има следните модификации на Mercedes-Benz Conecto:
- Conecto Ü – междуградски
- Conecto H – градски училищен
- Conecto C – градски единичен
- Conecto G – градски съчленен
- Conecto LF – градски нископодов (с променен дизайн)
- Conecto LF G – градски нископодов съчленен (с променен дизайн)

## Разпространение в България

### София
През 2003 и 2004 г. в София е доставен моделът Conecto G. Автобусите се движат по линии 11, 54, 77, 78, 79, 88, 213, 285, 304, 305, 404 и 413. От 2007 до 2009 година също така са доставени моделите Conecto LF и Conecto LF G(движещи се до 2019 г.), движещи се по много линии в столицата.

## Галерия
- Mercedes-Benz Conecto LF
- Mercedes-Benz Conecto LF
- Mercedes-Benz Conecto LF
- Mercedes-Benz Conecto LF G
- Mercedes-Benz Conecto LF G в Будапеща
- Mercedes-Benz Conecto U
- Mercedes-Benz Conecto H
- Mercedes-Benz Conecto C